# Leme do Prado
Leme do Prado là một đô thị thuộc bang Minas Gerais, Brasil. Đô thị này có diện tích 281,305 km², dân số năm 2007 là 4930 người, mật độ 17,4 người/km².